# Orchiserapias triloba
Orchiserapias triloba là một loài thực vật có hoa trong họ Lan. Loài này được (Viv.) Godfery mô tả khoa học đầu tiên năm 1925.